# Rosulabryum subfasciculatum
Rosulabryum subfasciculatum är en bladmossart som beskrevs av Magnus Spence 1996. Rosulabryum subfasciculatum ingår i släktet Rosulabryum och familjen Bryaceae. Inga underarter finns listade i Catalogue of Life.